# Úsuší
Úsuší (in tedesco Ausoschi) è un comune della Repubblica Ceca facente parte del distretto di Brno-venkov, in Moravia Meridionale.